# Рокитівська сільська рада (Україна)
Жовтнева сільська рада — колишній орган місцевого самоврядування у Семенівському районі Полтавської області з адміністративним центром у c. Рокити.
Населення — 957 осіб.

## Населені пункти
Сільраді були підпорядковані населені пункти:
- c. Рокити
- с. Калинівка
- с. Нова Петрівка
- с. Осокори

## Керівний склад сільської ради
| ПІБ                         | Основні відомості                                                                 | Дата обрання | Дата звільнення |
| --------------------------- | --------------------------------------------------------------------------------- | ------------ | --------------- |
| Сімперович Микола Антонович | Сільський голова, 1951 року народження, освіта, член Комуністичної партії України | 26.03.2006   | 31.10.2010      |
| Баранник Олександр Іванович | Сільський голова, 1960 року народження, освіта середня загальна, безпартійний     | 31.10.2010   |                 |

Примітка: таблиця складена за даними джерела